# Puebla de Azaba (kommunhuvudort)
Puebla de Azaba är en kommunhuvudort i Spanien.   Den ligger i provinsen Provincia de Salamanca och regionen Kastilien och Leon, i den västra delen av landet, 260 km väster om huvudstaden Madrid. Puebla de Azaba ligger 672 meter över havet och antalet invånare är 253.
Terrängen runt Puebla de Azaba är platt åt nordost, men åt sydväst är den kuperad. Puebla de Azaba ligger nere i en dal. Runt Puebla de Azaba är det mycket glesbefolkat, med 7 invånare per kvadratkilometer. Närmaste större samhälle är Fuenteguinaldo, 6,3 km öster om Puebla de Azaba. 